# Roemenië op de Olympische Zomerspelen 1952
Roemenië nam deel aan de Olympische Zomerspelen 1952 in Helsinki, Finland. Het keerde terug op de Spelen nadat het in 1948 afwezig was. Voor het eerst in de geschiedenis werd goud gewonnen. Bovendien werden voor het eerste meerdere medailles op een Spelen gewonnen.

## Medailleoverzicht
| Sport       | Olympiër              | Onderdeel               | Medaille |
| ----------- | --------------------- | ----------------------- | -------- |
| Schietsport | Iosif Sirbu           | 50m geweer liggend (m)  | Goud     |
| Boksen      | Vasile Tita           | -75kg (m)               | Zilver   |
| Boksen      | Gheorghe Fiat         | -60kg (m)               | Brons    |
| Schietsport | Gheorghe Lichiardopol | 25m snelvuurpistool (m) | Brons    |

## Deelnemers en resultaten

### Atletiek
| Olympiër              | Discipline               | Resultaat | Prestatie                                                    |
| --------------------- | ------------------------ | --------- | ------------------------------------------------------------ |
| Ion Moina             | 200m (m)                 | DNS       | serie 6: niet gestart                                        |
| Victor Firea          | 3000m steeplechase (m)   | 26e       | serie 1: 9de in 9.29,2                                       |
| Dinu Cristea          | marathon (m)             | 31e       | 2:39.42,2                                                    |
| Radu Ioniță           | marathon (m)             | DNF       | niet gefinisht                                               |
| Vasile Teodosiu       | marathon (m)             | 41e       | 2:46.00,8                                                    |
| Ion Baboie            | 50km snelwandelen (m)    | 8e        | 4:41.52,8                                                    |
| Baruch Elias          | 50km snelwandelen (m)    | DNS       | niet gestart                                                 |
| Dumitru Paraschivescu | 50km snelwandelen (m)    | 7e        | 4:41.05,2                                                    |
| Ion Söter             | hoogspringen (m)         | 6e        | kwalificatie: 22ste met 1,87m finale: 6de met 1,95m          |
| Zeno Dragomir         | polsstokhoogspringen (m) | 18e       | kwalificatie: 6de met 4,00m finale: 18de met 3,80m           |
| Mihai Raica           | discuswerpen (m)         | DNS       | kwalificatie: niet gestart                                   |
| Constantin Dumitru    | kogelslingeren (m)       | 12e       | kwalificatie groep A: 6de met 50,92m finale: 12de met 52,77m |
| Nicolae Gurau         | kogelslingeren (m)       | DNS       | kwalificatie groep A: niet gestart                           |
|                       |                          |           |                                                              |
| Emma Konrad           | 100m (v)                 | 48e       | serie 9: 4de in 13,0                                         |
| Alexandra Sicoe       | 100m (v)                 | 44e       | serie 4: 4de in 12,8                                         |
| Emma Konrad           | 200m (v)                 | 29e       | serie 2: 6de in 25,8                                         |
| Alexandra Sicoe       | 200m (v)                 | 26e       | serie 5: 3de in 25,6                                         |
| Lia Manoliu           | discuswerpen (v)         | 6e        | kwalificatie: 13de met 37,58m finale: 6de met 42,65m         |

### Basketbal
| Olympiër | Discipline | Resultaat | Prestatie                                                  |
| --- | ---------- | --------- | ---------------------------------------------------------- |
| Dan Niculescu Mihai Nedef Andrei Folbert Corneliu Călugăreanu Grigore Costescu Emanoil Răducanu Ladislau Mokos Liviu Nagy Cezar Niculescu Adrian Petroșanu Vasile Popescu Gheorghe Constantinide | mannen     | 23e       | voorronde groep C: V van Canada: 51-72 V van Italië: 39-53 |

### Boksen
| Olympiër          | Discipline  | Resultaat | Prestatie |
| ----------------- | ----------- | --------- | --- |
| Mircea Dobrescu   | -51kg (m)   | 5e        | 1ste ronde: W van JPN Nagata: 2-1 2de ronde: W van SWE Johansson: 3-0 kwartfinale: V van USA Brooks: 1-2 |
| Ion Zlătaru       | -54kg (m)   | 9e        | 1ste ronde: W van FRA Martin: gediskwalificeerd 2de ronde: V van RSA von Gravenitz: 1-2 |
| Gheorghe Ilie     | -57kg (m)   | 9e        | 1ste ronde: W van GBR Lewis: 3-0 2de ronde: V van USA Brown: 0-3 |
| Mircea Dobrescu   | -60kg (m)   | Brons     | 1ste ronde: W van EGY Hamaky: 3-0 2de ronde: W van IRL Martin: 3-0 kwartfinale: W van ARG Bonetti: 2-1 halve finale: V van POL Antkiewicz: walk-over                                                                              |
| Francisc Ambruș   | -63,5kg (m) | 9e        | 1ste ronde: W van DEN Petersen: 3-0 2de ronde: V van URS Mednov: opgave |
| Nicolae Linca     | -67kg (m)   | 9e        | 1ste ronde: W van DEN Gascue: 3-0 2de ronde: V van GER Heidemann: knock-out |
| Neacșu Șerbu      | -71kg (m)   | 17e       | 1ste ronde: V van FIN Kontula: 0-3 |
| Vasile Tiță       | -75kg (m)   | Zilver    | 1ste ronde: W van IRL Duggan: gediskwalificeerd 2de ronde: W van BRA de Paula Andrade: gediskwalificeerd kwartfinale: W van ITA Sentimenti: knock-out halve finale: W van BUL Nikolov: 3-0 finale: V van USA Patterson: knock-out |
| Dumitru Ciobotaru | -81kg (m)   | 9e        | 1ste ronde: vrij 2de ronde: V van FIN Siljander: 1-2 |
| Eugen Furesz      | +81kg (m)   | 16e       | 1ste ronde: V van YUG Krizmanić: 0-3 |

### Gewichtheffen
| Olympiër          | Discipline  | Resultaat | Prestatie                                                                                   |
| ----------------- | ----------- | --------- | ------------------------------------------------------------------------------------------- |
| Alexandru Cosma   | -56kg (m)   | DNF       | drukken: geen geldige poging                                                                |
| Ilie Dociu Enciu  | -75kg (m)   | 18e       | drukken: 16de met 97,5kg trekken: 20ste met 97,5kg stoten: 16de met 127,5kg totaal: 322,5kg |
| Ilie Dancea       | -82,5kg (m) | 18e       | drukken: 20ste met 95kg trekken: 18de met 102,5kg stoten: 19de met 132,5kg totaal: 330kg    |
| Gheorghe Pițicaru | -90kg (m)   | 16e       | drukken: 20ste met 95kg trekken: 18de met 102,5kg stoten: 16de met 132,5kg totaal: 330kg    |

### Kanovaren
| Olympiër           | Discipline    | Resultaat | Prestatie              |
| ------------------ | ------------- | --------- | ---------------------- |
| Mircea Anastasescu | K-1 1000m (m) | 15e       | serie 3: 6de in 4.32,9 |

### Paardensport
| Olympiër                                    | Discipline  | Resultaat | Prestatie |
| Eventing                                    | Eventing    | Eventing  | Eventing |
| ------------------------------------------- | ----------- | --------- | --- |
| Petre Andreianu                             | individueel | DNF       | dressuur: 55ste met 182,00 strafpunten cross-country: niet gefinisht                                              |
| Nicolae Mihalcea                            | individueel | DNF       | dressuur: 30ste met 145,20 strafpunten cross-country: niet gefinisht                                              |
| Mihai Timu                                  | individueel | DNF       | dressuur: 46ste met 171,66 strafpunten cross-country: 30ste met 189 strafpunten springconcours: gediskwalificeerd |
| Petre Andreianu Nicolae Mihalcea Mihai Timu | team        | DNF       | dressuur: 15de met 498,86 strafpunten cross-country: niet gefinisht                                               |
| Springconcours                              |             |           | |
| Gheorghe Antohi                             | individueel | 39e       | 1ste ronde: 33ste met 16 strafpunten 2de ronde: 43ste met 22,25 strafpunten totaal: 38,25 strafpunten             |
| Ion Constantin                              | individueel | 48e       | 1ste ronde: 49ste met 70 strafpunten 2de ronde: 47ste met 33,00 strafpunten totaal: 103,00 strafpunten            |
| Ion Jipa                                    | individueel | 40e       | 1ste ronde: 12de met 8 strafpunten 2de ronde: 46ste met 31,00 strafpunten totaal: 39,00 strafpunten               |
| Gheorghe Antohi Ion Constantin Ion Jipa     | team        | 13e       | 1ste ronde: 13de met 94 strafpunten 2de ronde: 13de met 86,25 strafpunten totaal: 180,25 strafpunten              |

### Roeien
| Olympiër | Discipline | Resultaat | Prestatie                                          |
| --- | ---------- | --------- | -------------------------------------------------- |
| Iosif Bergesz Milivoi Iancovici Ștefan Konyelicska Gheorghe Măcinic Ion Niga Ștefan Pongratz Alexandru Rotaru Ștefan Somogy Ion Vlăduț | acht (m)   | 8e        | serie 1: 3de in 6.23,0 herkansingen: 2de in 6.20,7 |

### Schermen
| Olympiër                                  | Discipline      | Resultaat | Prestatie |
| ----------------------------------------- | --------------- | --------- | --- |
| Vasile Chelaru                            | degen (m)       | 56e       | 1ste ronde groep 3: 6de met 3 overwinningen                                                                                 |
| Nicolae Marinescu                         | degen (m)       | 31e       | 1ste ronde groep 8: 1ste met 5 overwinningen kwartfinale 1: 7de met 3 overwinningen                                         |
| Zoltan Uray                               | degen (m)       | 63e       | 1ste ronde groep 4: 7de met 1 overwinning                                                                                   |
| Vasile Chelaru                            | floret (m)      | 31e       | 1ste ronde groep 1: 1ste met 4 overwinningen kwartfinale 6: 5de met 2 overwinningen                                         |
| Nicolae Marinescu                         | floret (m)      | 38e       | 1ste ronde groep 3: 2de met 3 overwinningen kwartfinale 3: 7de met 0 overwinningen                                          |
| Andrei Vîlcea                             | floret (m)      | 40e       | 1ste ronde groep 6: 4de met 3 overwinningen kwartfinale 5: 7de met 1 overwinning                                            |
| Vasile Chelaru Nicolae Marinescu          | floret team (m) | 15e       | 1ste ronde groep 5: 3de V van Duitsland: 6-10 V van Verenigde Staten: 7-9                                                   |
| Adalbert Gurath, Sr.                      | sabel (m)       | 11e       | 1ste ronde groep 3: 4de met 4 overwinningen kwartfinale 2: 4de met 4 overwinningen halve finale 3: 4de met 2 overwinningen  |
| Ion Santo                                 | sabel (m)       | 35e       | 1ste ronde groep 1: 4de met 4 overwinningen kwartfinale 4: 7de met 0 overwinningen                                          |
| Ilie Tudor                                | sabel (m)       | 19e       | 1ste ronde groep 6: 1ste met 5 overwinningen kwartfinale 3: 3de met 5 overwinningen halve finale 1: 7de met 0 overwinningen |
| Andrei Vîlcea                             | sabel (m)       | DNS       | niet gestart |
| Adalbert Gurath, Sr. Ion Santo Ilie Tudor | sabel team (m)  | 15e       | 1ste ronde groep 1: 3de G van Polen: 8-8 V van Frankrijk: 5-11                                                              |

### Schietsport
| Olympiër              | Discipline                 | Resultaat | Prestatie                          |
| --------------------- | -------------------------- | --------- | ---------------------------------- |
| Iosif Sîrbu           | 50m geweer 3 houdingen (m) | 6e        | 1161 punten: (378-383-400)         |
| Petre Cișmigiu        | 50m geweer liggend (m)     | 20e       | 396 punten: (99-99-98-100)         |
| Iosif Sîrbu           | 50m geweer liggend (m)     | Goud      | 400 punten: (100-100-100-100) (WR) |
| Panait Călcâi         | 25m snelvuurpistool (m)    | 6e        | 575 punten: (282-293)              |
| Gheorghe Lichiardopol | 25m snelvuurpistool (m)    | Brons     | 578 punten: (288-290)              |

### Turnen
| Olympiër | Discipline                    | Resultaat | Prestatie |
| --- | ----------------------------- | --------- | --- |
| Eugen Balint | vloer (m)                     | 122e      | 16,45 punten |
| Zoltan Balogh | vloer (m)                     | 141e      | 16,00 punten |
| Carol Bedö | vloer (m)                     | 55e       | 17,90 punten |
| Mihai Botez | vloer (m)                     | 122e      | 16,45 punten |
| Francisc Cociș | vloer (m)                     | 108e      | 16,80 punten |
| Andrei Kerekeș | vloer (m)                     | 66e       | 17,70 punten |
| Aurel Loșniță | vloer (m)                     | 157e      | 15,20 punten |
| Friedrich Orendi | vloer (m)                     | 94e       | 17,20 punten |
| Eugen Balint | sprong (m)                    | 171e      | 14,95 punten |
| Zoltan Balogh | sprong (m)                    | 153e      | 16,65 punten |
| Carol Bedö | sprong (m)                    | 120e      | 17,50 punten |
| Mihai Botez | sprong (m)                    | 167e      | 15,50 punten |
| Francisc Cociș | sprong (m)                    | 128e      | 17,35 punten |
| Andrei Kerekeș | sprong (m)                    | 114e      | 17,60 punten |
| Aurel Loșniță | sprong (m)                    | 118e      | 17,55 punten |
| Friedrich Orendi | sprong (m)                    | 123e      | 17,40 punten |
| Eugen Balint | brug (m)                      | 145e      | 15,95 punten |
| Zoltan Balogh | brug (m)                      | 149e      | 15,80 punten |
| Carol Bedö | brug (m)                      | 158e      | 15,25 punten |
| Mihai Botez | brug (m)                      | 81e       | 17,85 punten |
| Francisc Cociș | brug (m)                      | 168e      | 14,45 punten |
| Andrei Kerekeș | brug (m)                      | 130e      | 16,60 punten |
| Aurel Loșniță | brug (m)                      | 154e      | 15,50 punten |
| Friedrich Orendi | brug (m)                      | 67e       | 18,00 punten |
| Eugen Balint | rekstok (m)                   | 172e      | 11,25 punten |
| Zoltan Balogh | rekstok (m)                   | 182e      | 6,75 punten |
| Carol Bedö | rekstok (m)                   | 180e      | 7,25 punten |
| Mihai Botez | rekstok (m)                   | 163e      | 13,65 punten |
| Francisc Cociș | rekstok (m)                   | 168e      | 11,50 punten |
| Andrei Kerekeș | rekstok (m)                   | 100e      | 16,95 punten |
| Aurel Loșniță | rekstok (m)                   | 169e      | 11,40 punten |
| Friedrich Orendi | rekstok (m)                   | 51e       | 18,20 punten |
| Eugen Balint | ringen (m)                    | 131e      | 16,00 punten |
| Zoltan Balogh | ringen (m)                    | 114e      | 16,80 punten |
| Carol Bedö | ringen (m)                    | 163e      | 14,70 punten |
| Mihai Botez | ringen (m)                    | 35e       | 18,50 punten |
| Francisc Cociș | ringen (m)                    | 119e      | 16,65 punten |
| Andrei Kerekeș | ringen (m)                    | 53e       | 18,30 punten |
| Aurel Loșniță | ringen (m)                    | 117e      | 16,70 punten |
| Friedrich Orendi | ringen (m)                    | 94e       | 17,45 punten |
| Eugen Balint | paard voltige (m)             | 142e      | 14,00 punten |
| Zoltan Balogh | paard voltige (m)             | 144e      | 13,75 punten |
| Carol Bedö | paard voltige (m)             | 136e      | 14,60 punten |
| Mihai Botez | paard voltige (m)             | 101e      | 16,25 punten |
| Francisc Cociș | paard voltige (m)             | 165e      | 12,05 punten |
| Andrei Kerekeș | paard voltige (m)             | 55e       | 17,80 punten |
| Aurel Loșniță | paard voltige (m)             | 180e      | 9,25 punten |
| Friedrich Orendi | paard voltige (m)             | 91e       | 16,80 punten |
| Eugen Balint | individuele meerkamp (m)      | 161e      | 88,60 punten |
| Zoltan Balogh | individuele meerkamp (m)      | 170e      | 85,75 punten |
| Carol Bedö | individuele meerkamp (m)      | 165e      | 87,20 punten |
| Mihai Botez | individuele meerkamp (m)      | 124e      | 98,20 punten |
| Francisc Cociș | individuele meerkamp (m)      | 157e      | 88,80 punten |
| Andrei Kerekeș | individuele meerkamp (m)      | 72e       | 104,95 punten |
| Aurel Loșniță | individuele meerkamp (m)      | 172e      | 85,60 punten |
| Friedrich Orendi | individuele meerkamp (m)      | 71e       | 105,05 punten |
| Eugen Balint Zoltan Balogh Carol Bedö Mihai Botez Francisc Cociș Andrei Kerekeș Aurel Loșniță Friedrich Orendi        | meerkamp team (m)             | 20e       | vloer: 16de met 86,40 punten sprong: 19de met 87,70 punten brug: 19de met 85,50 punten rekstok: 22ste met 72,35 punten ringen: 13de met 88,45 punten paard voltige: 17de met 79,45 punten totaal: 499,85 punten |
| |                               |           | |
| Elisabeta Abrudeanu                                                                                                   | vloer (v)                     | 119e      | 16,33 punten |
| Teofila Băiașu | vloer (v)                     | 100e      | 16,83 punten |
| Helga Bîrsan | vloer (v)                     | 83e       | 17,16 punten |
| Olga Göllner | vloer (v)                     | 61e       | 17,56 punten |
| Ileana Gyarfaș | vloer (v)                     | 61e       | 17,56 punten |
| Olga Munteanu | vloer (v)                     | 52e       | 17,66 punten |
| Stela Perin | vloer (v)                     | 23e       | 18,13 punten |
| Eveline Slavici | vloer (v)                     | 91e       | 17,02 punten |
| Elisabeta Abrudeanu                                                                                                   | sprong (v)                    | 91e       | 17,32 punten |
| Teofila Băiașu | sprong (v)                    | 132e      | 8,26 punten |
| Helga Bîrsan | sprong (v)                    | 91e       | 17,32 punten |
| Olga Göllner | sprong (v)                    | 111e      | 16,53 punten |
| Ileana Gyarfaș | sprong (v)                    | 94e       | 17,26 punten |
| Olga Munteanu | sprong (v)                    | 115e      | 16,22 punten |
| Stela Perin | sprong (v)                    | 20e       | 18,43 punten |
| Eveline Slavici | sprong (v)                    | 65e       | 17,76 punten |
| Elisabeta Abrudeanu                                                                                                   | brug (v)                      | 103e      | 16,09 punten |
| Teofila Băiașu | brug (v)                      | 63e       | 17,26 punten |
| Helga Bîrsan | brug (v)                      | 99e       | 16,26 punten |
| Olga Göllner | brug (v)                      | 29e       | 17,86 punten |
| Ileana Gyarfaș | brug (v)                      | 67e       | 17,13 punten |
| Olga Munteanu | brug (v)                      | 38e       | 17,76 punten |
| Stela Perin | brug (v)                      | 58e       | 17,36 punten |
| Eveline Slavici | brug (v)                      | 69e       | 17,09 punten |
| Elisabeta Abrudeanu                                                                                                   | balk (v)                      | 131e      | 13,99 punten |
| Teofila Băiașu | balk (v)                      | 69e       | 17,16 punten |
| Helga Bîrsan | balk (v)                      | 62e       | 17,26 punten |
| Olga Göllner | balk (v)                      | 24e       | 18,12 punten |
| Ileana Gyarfaș | balk (v)                      | 39e       | 17,66 punten |
| Olga Munteanu | balk (v)                      | 52e       | 17,36 punten |
| Stela Perin | balk (v)                      | 31e       | 17,93 punten |
| Eveline Slavici | balk (v)                      | 113e      | 15,86 punten |
| Elisabeta Abrudeanu                                                                                                   | individuele meerkamp (v)      | 117e      | 63,73 punten |
| Teofila Băiașu | individuele meerkamp (v)      | 132e      | 59,51 punten |
| Helga Bîrsan | individuele meerkamp (v)      | 79e       | 68,00 punten |
| Olga Göllner | individuele meerkamp (v)      | 52e       | 70,07 punten |
| Ileana Gyarfaș | individuele meerkamp (v)      | 58e       | 69,61 punten |
| Olga Munteanu | individuele meerkamp (v)      | 68e       | 69,00 punten |
| Stela Perin | individuele meerkamp (v)      | 25e       | 71,85 punten |
| Eveline Slavici | individuele meerkamp (v)      | 85e       | 67,73 punten |
| Elisabeta Abrudeanu Teofila Băiașu Helga Bîrsan Olga Göllner Ileana Gyarfaș Olga Munteanu Stela Perin Eveline Slavici | meerkamp team (v)             | 9e        | vloer: 10de met 138,25 punten sprong: 15de met 129,10 punten brug: 8ste met 136,81 punten balk: 7de met 135,34 punten totaal: 483,06 punten                                                                     |
| Elisabeta Abrudeanu Teofila Băiașu Helga Bîrsan Olga Göllner Ileana Gyarfaș Olga Munteanu Stela Perin Eveline Slavici | meerkamp team gereedschap (v) | 12e       | 66,80 punten |

### Voetbal
| Olympiër | Discipline | Resultaat | Prestatie                       |
| --- | ---------- | --------- | ------------------------------- |
| Eugen Iordache Gavril Serföző Ion Suru Ion Voinescu Iosif Kovacs Iosif Petschovski Titus Ozon Tudor Paraschiva Valeriu Călinoiu Vasile Zavoda Zoltan Farmati Aurel Crîsnic Traian Popa Guido Fodor Iosif Ritter Ștefan Balint Tiberiu Bone Gheorghe Bodo Andrei Mercea Francisc Zavoda | mannen     | 17e       | voorronde: V van Hongarije: 1-2 |

### Waterpolo
| Olympiër | Discipline | Resultaat | Prestatie                        |
| --- | ---------- | --------- | -------------------------------- |
| Zoltan Norman Atila Kelemen Adalbert Iordache Gavrila Törok Zoltan Hospodar Octavian Iosim Francisc Șimon Arcadie Sarcadi Gyula Deac Iosif Novac M. Tarnoveanu | mannen     | 17e       | 1ste ronde: V van Duitsland: 4-8 |

### Wielersport
| Olympiër            | Discipline       | Resultaat | Prestatie                                 |
| Baan                | Baan             | Baan      | Baan                                      |
| ------------------- | ---------------- | --------- | ----------------------------------------- |
| Ion Ionita          | sprint (m)       | 25e       | 1ste ronde serie 6: 3de herkansingen: 5de |
| Ion Ionita          | tijdrit (m)      | 7e        | 1.14,4                                    |
| Weg                 |                  |           |                                           |
| Victor Georgescu    | wegwedstrijd (m) | 44e       | 5:24.27,5                                 |
| Marin Niculescu     | wegwedstrijd (m) | 41e       | 5:23.34,1                                 |
| Petre Nuș           | wegwedstrijd (m) | DNF       | niet gefinisht                            |
| Constantin Stanescu | wegwedstrijd (m) | 29e       | 5:20.01,4                                 |

### Worstelen
| Olympiër           | Discipline     | Resultaat      | Prestatie |
| Grieks-Romeins     | Grieks-Romeins | Grieks-Romeins | Grieks-Romeins |
| ------------------ | -------------- | -------------- | --- |
| Dumitru Pîrvulescu | -52kg (m)      | 9e             | 1ste ronde: V van BEL Mewis: 0-3 2de ronde: W van AUT Brunner: 3-0 3de ronde: V van ITA Fabra: 0-3                                        |
| Ion Popescu        | -57kg (m)      | 7e             | 1ste ronde: V van LIB Chihab: 0-3 2de ronde: W van DEN Cortsen: 2-1 3de ronde: W van TUR Demirsüren: val 4de ronde: V van URS Teryan: 0-3 |
| Francisc Horvath   | -62kg (m)      | 10e            | 1ste ronde: V van SWE Håkansson: 0-3 2de ronde: V van POL Gondzik: 1-2                                                                    |
| Dumitru Cuc        | -67kg (m)      | 5e             | 1ste ronde: W van NOR Eriksen: val 2de ronde: W van ITA Benedett: 3-0 3de ronde: V van SWE Freij: 0-3 4de ronde: V van URS Safin: 0-3     |
| Marin Belușica     | -73kg (m)      | 5e             | 1ste ronde: V van FIN Männikkö: 0-3 2de ronde: W van YUG Čuzdi: 3-0 3de ronde: W van ITA Riva: 3-0                                        |
| Ovidiu Forai       | -87kg (m)      | 8e             | 1ste ronde: V van LIB Skaff: 1-2 2de ronde: V van SWE Nilsson: 0-3                                                                        |
| Alexandru Șuli     | +87kg (m)      | 5e             | 1ste ronde: V van FIN Kovanen: 0-3 2de ronde: W van HUN Kovács: 2-1 3de ronde: W van GRE Georgoulis: 3-0                                  |

### Zwemmen
| Olympiër    | Discipline          | Resultaat | Prestatie              |
| ----------- | ------------------- | --------- | ---------------------- |
| Iosif Novac | 100m vrije slag (m) | 25e       | serie 1: 4de in 1.00,5 |

Argentinië · Australië · Bahama's · België · Bermuda · Birma · Brazilië · Brits-Guiana · Bulgarije · Canada · Ceylon · Chili · China · Cuba · Denemarken · Duitsland · Egypte · Filipijnen · Finland · Frankrijk · Goudkust · Griekenland · Groot-Brittannië · Guatemala · Hongarije · Hongkong · Ierland · IJsland · India · Indonesië · Iran · Israël · Italië · Jamaica · Japan · Joegoslavië · Libanon · Liechtenstein · Luxemburg · Mexico · Monaco · Nederland · Nederlandse Antillen · Nieuw-Zeeland · Nigeria · Noorwegen · Oostenrijk · Pakistan · Panama · Polen · Portugal · Puerto Rico · Roemenië · Saarland · Singapore ·  Sovjet-Unie · Spanje · Thailand · Trinidad en Tobago · Tsjecho-Slowakije · Turkije · Uruguay · Venezuela · Verenigde Staten · Vietnam · Zuid-Afrika · Zuid-Korea · Zweden · Zwitserland